# Julie Clary
Julie Clary (26. prosince 1771 Marseille – 7. dubna 1845 Florencie) byla neapolská (1806–1808) a španělská královna (1808–1813), manželka Josefa Bonaparta. Byla dcerou Françoise Claryho, bohatého rejdaře a obchodníka z Marseilles, a jeho druhé manželky Françoise Rose Somis. Její mladší sestrou byla Désirée Clary, bývalá snoubenka Napoleona Bonaparta a později královna švédská.

## Život
Ke sňatku s Napoleonovým bratrem Josefem došlo v roce 1794. Spolu pak měli dvě dcery:
- Zenaïde Bonapartová (8. července 1801 – 8. srpna 1854), ⚭ 1822 Charles Lucien Bonaparte (24. května 1803 – 29. července 1857)
- Šarlota Bonapartová (31. října 1802 – 2. března 1839), ⚭ 1826 Napoleon Ludvík Bonaparte (11. října 1804 – 17. března 1831), velkovévoda z Bergu a Klévska, roku 1810 se na deset dní stal holandským králem

V roce 1806 Napoleon svého bratra udělal neapolských králem, v roce 1808 králem španělským. Julie však zůstávala v Mortefontaine v severní Francii. Ani v jednom případě se však Josefovi na trůně příliš nedařilo. O španělských trůn přišel v roce 1813.
V roce 1816 chtěla Désirée Clary svou sestru vzít do Švédska, její manžel to však nepovažoval za rozumné, jelikož Julie byla členkou rodiny Bonapartů a on nechtěl být spojován se svrženým Napoleonem. Zatímco Josef strávil mnoho let v Americe, Julie se s dcerami usadila ve Frankfurtu, kde strávila šest let. Jejím domovem se poté stal Brusel a nakonec Florencie. Zde se k ní v roce 1840 připojil Josef. Juliin manžel zemřel 28. července 1844. 7. dubna 1845 zemřela i Julie. Oba byli pohřbeni v bazilice Santa Croce, Josefovy ostatky ale později byly uloženy vedle jeho bratra.